# Paweł Klimosz
Paweł Klimosz (ur. 18 maja 1879 w Ropicy, zm. 9 grudnia 1953 w Toruniu) – polski nauczyciel i działacz społeczny.

## Życiorys
Pochodził z rodziny ewangelickiej. Był synem Jerzego i Anny z d. Cymorek. W 1906 ożenił się z Marią z d. Marszałek, z którą mieli dwie córki i syna.
Ukończył 4-klasową szkołę powszechną w Końskiej i szkołę powszechną i wydziałową w Cieszynie. 27 września 1899 ukończył Państwowe Seminarium Nauczycielskie w Cieszynie i zdał maturę. Następnie przeszedł kursy polonistyczny przy Uniwersytecie Jagiellońskim i administracji szkolnej w Toruniu. W listopadzie 1901 zdał egzamin nauczycielski. Początkowo pracował jako nauczyciel w szkołach polskich na Śląsku Cieszyńskim. Po wybuchu I wojny światowej, w latach 1914–1915 służył w wojsku austro-węgierskim.
Po odzyskaniu przez Polskę niepodległości, w 1921 został powołany na stanowisko tymczasowego inspektora szkolnego powiatu działdowskiego. Od 1923 był stałym inspektorem szkolnym w Działdowie. W nowym miejscu zamieszkania zaangażował się w działalność społeczną. Był m.in. sekretarzem Towarzystwa Przyjaciół Mazur (od 1921), prezesem Rady Kościelnej pierwszej polsko-ewangelickiej parafii w Działdowie (od 1923), prezesem Rady Nadzorczej Towarzystwa Szkoły Rzemieślniczej (od 1927), członkiem komitetu powiatowego Towarzystwa Czytelni Ludowych, działaczem Związku Obrony Kresów Zachodnich oraz współzałożycielem Muzeum Mazurskiego. W 1932 przeszedł na emeryturę i zamieszkał w Toruniu. Od 1935 był członkiem Rady Kościelnej Polskiego Zboru Ewangelicko-Augsburskiego w Toruniu, a od 1938 jej prezesem.
W czasie II wojny światowej aresztowany przez gestapo i więziony w obozach w Sachsenhausen, a później w Dachau.
Po wojnie był kuratorem rady parafialnej parafii ewangelicko-augsburskiej w Toruniu, od 1950 kuratorem diecezji pomorsko-wielkopolskiej. Został pochowany na Cmentarzu św. Jerzego (kwatera ewangelicko-augsburska).

## Odznaczenia
- Złoty Krzyż Zasługi (8 lutego 1930)[2].